# Andy Beshear
Andrew Graham Beshear [bəˈʃɪər], född 29 november 1977 i Louisville, Kentucky är en amerikansk advokat och politiker. Han är Kentuckys guvernör sedan den 10 december 2019. Han är son till Steve Beshear, tidigare guvernör i Kentucky.
Beshear ses som en moderat demokrat. Både hans sociala och skattemässiga övertygelser ses som vänster-lutande. Han har emellertid uttryckt sin önskan och avsikt att arbeta med republikaner partiöverskridande i alla frågor. Många av hans kabinettmedlemmar är registrerade republikaner.
Andy och hans fru är båda diakoner i kristna trossamfundet Kristi Lärjungar.